# Дрезна (приток Клязьмы)
Дре́зна — река в Московской области России, правый приток Клязьмы.
Древнерусское название реки — Дроздна.
Берёт начало севернее платформы Кузяево Казанского направления Московской железной дороги, впадает в реку Клязьму к северу от станции Дрезна Горьковского направления Московской железной дороги. На реке стоят деревни Семёново, Логиново, Теренино, Ефимово, Бывалино, Савостьяново, Рудино, Киняево, город Дрезна.

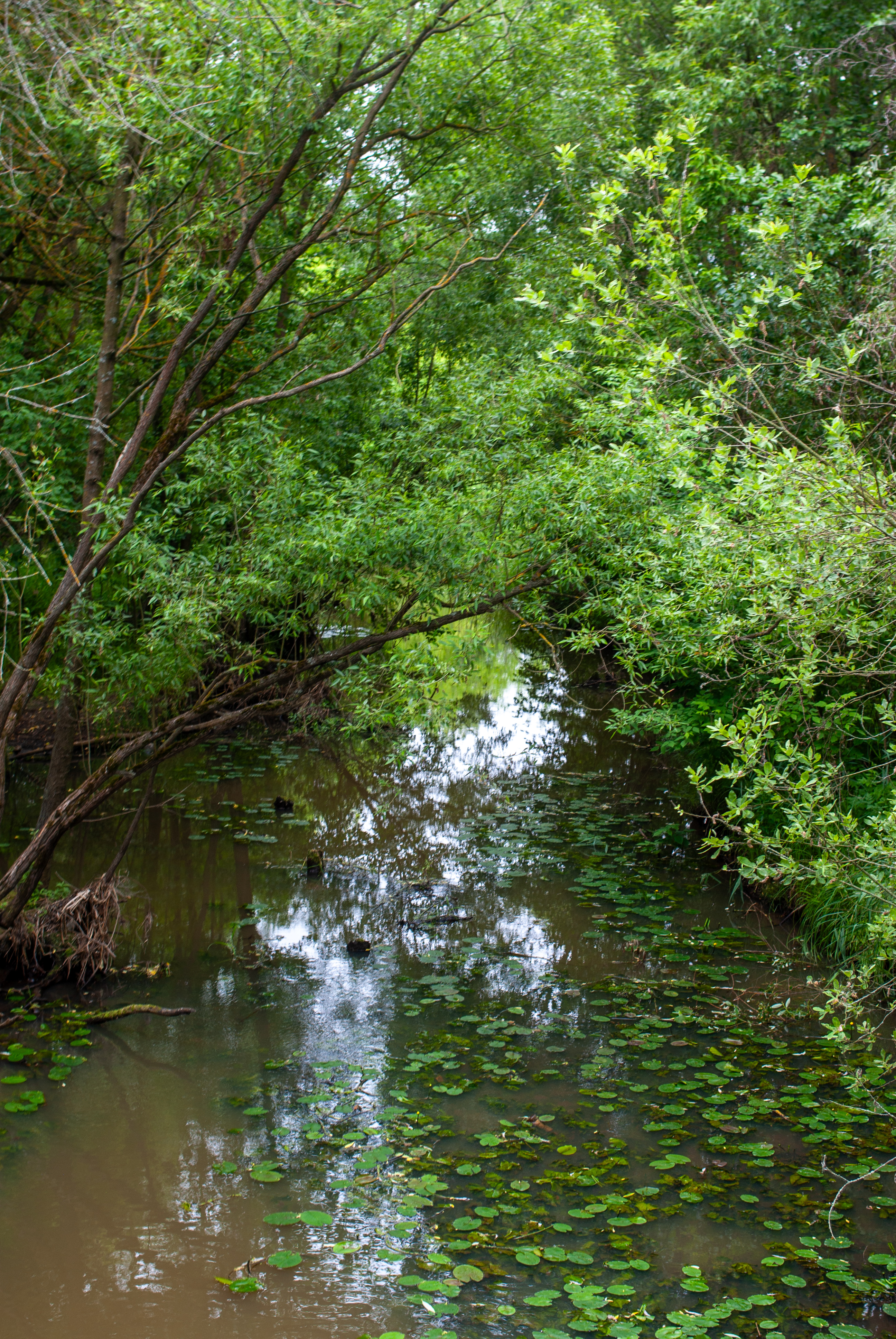
Река Дрезна в городе Дрезна (июнь)

Длина — 33 км (по другим данным — около 30 км), площадь водосборного бассейна — 164 км². Равнинного типа. Питание преимущественно снеговое. Замерзает обычно в середине ноября, вскрывается в середине апреля.
В верхнем и среднем течении берега реки безлюдны и покрыты борами. В нижнем течении ниже деревни Логиново берега густо заселены и застроены деревнями и дачно-садовыми участками. В деревне Власово на перекрёстке дорог можно увидеть столб-часовню начала XX века. В Дрезне интерес представляют здания ткацкой фабрики Зимина и рабочих казарм XIX века.
По данным государственного водного реестра России, относится к Окскому бассейновому округу. Речной бассейн — Ока, речной подбассейн — Ока ниже впадения Мокши, водохозяйственный участок — Клязьма от города Ногинска до города Орехово-Зуево.